# Sieriedkina
Sieriedkina (ros. Середкина) – wieś (sieło) w Rosji, w obwodzie irkuckim, w rejonie bochańskim. W 2010 liczyła 834 mieszkańców.